# تشم (نائين)
تشم هي قرية في مقاطعة نائين، إيران. عدد سكان هذه القرية هو 15 في سنة 2006.